# Сицилійський захист
Сицилійський захист — шаховий дебют, що розпочинається ходами: 
 1. e2-e4 c7-c5. 
Належить до напіввідкритих початків.

## Історія
Вперше про дебют згадано в трактаті Луіса Лусени (XVI століття) і в пізніших рукописах Джуліо Полеріо та Джоакіно Ґреко. 1842 року свій аналіз дебюту опублікував Карл Яніш. У XIX столітті цей дебют вважали несприятливим для чорних. Надалі до цього початку зверталися і зробили великий внесок у розвиток теорії практично всі чемпіони світу (крім Вільгельма Стейніца). Сицилійський захист входить в дебютний репертуар практично всіх найсильніших шахістів світу. На сьогодні сицилійський захист — найпоширеніша відповідь на 1. e2-e4 і один із найпопулярніших дебютів взагалі.

## Основні ідеї
У даному дебюті чорні дещо обмежують свої можливості для розвитку в обмін на додаткового пішака в центрі та тиск на білих по вертикалі С. Гросмейстер Ріхард Реті відзначав, що це в майбутньому дає надію на отримання позиційної переваги. Адже в разі ранішого чи пізнішого просування білого пішака d вперед на поле d4 чорні розмінюють його на свого пішака с (c5:d4), що залишає останнім більше пішаків у центрі. Також звична стратегія чорних передбачає зайняття вертикалі С (тиск чорної тури по ній на білого пішака с та ін.).

## Статистика дебюту
Згідно бази даних Chess Informant, сицилійський захист  — це найпопулярніший хід чорних на початок білих 1.e4. 17 % зареєстрованих ігор між гросмейстерами та близько 25 % усіх ігор розпочинаються саме сицилійським захистом.
Також сицилійський захист  — це ще й найвдаліша відповідь, а хід 1.d4 є статистично найуспішнішим початком для білих саме через успіх сицилійського захисту проти 1.e4. Шаховий журнал New in Chess зазначає у своїй Yearbook 2000 року, що, відповідно їхньої бази даних ігор, білі мають 56.1 % перемог у 296 200 іграх з початком 1.d4 і 54.1 % у 349 855 іграх з початком 1.e4, і, в основному, через сицилійський захист, який знижує відсоток перемог білих до 52.3 % у 145 996 іграх.

## Відгуки сучасних гросмейстерів
Англійський гросмейстер
Джон Нанн пояснює популярність сицилійського захисту його «бойовим характером; у багатьох рядках чорні грають не на рівність на дошці, а на перевагу. Недоліком є те, що білі часто отримують ранню ініціативу, тож чорні мають подбати про те, щоб не стати жертвою ранньої атаки».
На думку шотландського гросмейстера Джонатана Роусона, сицилійський захист є найуспішнішою відповіддю на 1.e4 і, хоча 1…c5 не розвиває фігур, платою білих за першочерговість ходу і можливість першими атакувати після відкриття позиції шляхом пішакового обміну є втрата одного з центральних пішаків.

## Варіанти
- 2. c2-c3  — Варіант Алапіна
- 2. b2-b4  — Сицилійський гамбіт
- 2. Kg1-f3 d7-d6 3. d2-d4 c5:d4 4. Kf3:d4 Kg8-f6 5. Kb1-c3 g7-g6 — Варіант Дракона
- 2. Кg1-f3 d7-d6 3. d2-d4 c5:d4 4. Кf3:d4 Кg8-f6 5. Кb1-c3 a7-a6 — Варіант Найдорфа